# NGC 1073
NGC 1073 è una galassia a spirale barrata situata nella costellazione della Balena, a una distanza di circa 47 milioni di anni luce dalla nostra Via Lattea.

## Scoperta
La galassia è stata scoperta il 9 ottobre 1785 dall'astronomo britannico di origine tedesca William Herschel.

## Descrizione
NGC 1073 ha una classe di luminosità III e presenta una larga riga a 21 cm dell'idrogeno neutro.
Data la sua luminosità superficiale pari a 14,31, NGC 1073 può essere classificata come una galassia a bassa luminosità superficiale (nella letteratura in lingua inglese abbreviata in LSB, acronimo di Low Surface Brightness). Le galassie LSB sono galassie di tipo diffuso (D) con una luminosità superficiale inferiore di almeno una magnitudine a quella del cielo notturno circostante.

## Supernova
Il 23 novembre 1963, all'interno di NGC 1073 è stata scoperta la supernova SN 1962L dall'astronomo italiano Leonida Rosino e dai messicani Enrique Chavira Navarrete e Guillermo Haro. Al momento della scoperta la supernova aveva una magnitudine apparente di 13,9 ed è stata classificata di tipo Ic.

## Gruppo di NGC 1068
Secondo l'articolo di Garcia, NGC 1073 fa parte del Gruppo di NGC 1068 o "Gruppo di M77". Questo gruppo di galassie comprende almeno 7 membri. Le altre galassie del gruppo sono M77 (NGC 1068), NGC 1055, UGC 2162, UGC 2275, UGC 2302 e UGCA 44.